# Cocooning
Als Cocooning (engl. ‚verpuppen‘, ‚sich einspinnen‘) wird besonders von Trendforschern eine Tendenz bezeichnet, sich vermehrt aus der Zivilgesellschaft und Öffentlichkeit in das häusliche Privatleben zurückzuziehen. Der Begriff wird auch in Abgrenzung zum sogenannten Clanning (Suche nach Gruppenzugehörigkeit) verwendet.

## Begriff
Der Begriff aus dem Englischen bezeichnet eigentlich die Verpuppung von Insekten, die sich für das Übergangsstadium zwischen der Larve und der geschlechtsreifen Imago in einen Kokon einspinnen. Er wurde zuerst in den späten 1980er Jahren von der US-amerikanischen Trendforscherin Faith Popcorn verwendet. Zuvor war ein solches Lebensgefühl schon unter dem Begriff Cosy home thematisiert worden. 
Der Soziologe Holger Rust äußerte sich 1995 kritisch über den Begriff: „Cocooning wurde zu Beginn der achtziger Jahre erfunden und avancierte zu einem der erfolgreichsten Begriffe der publizistischen Gebetsmühlendreher.“
Besonders in der unübersichtlichen, als bedrohlich empfundenen Welt wie in Krisenzeiten, so nach den Terroranschlägen vom 11. September 2001 oder in der Corona-Krise 2020, sei eine solche Tendenz im Mainstream verstärkt anzutreffen. Wirtschaft und Handel bieten eine Vielzahl an Produkten an, die den Konsumenten beim Cocooning unterstützen sollen. So melden Baumärkte oder der Online-Möbelhandel 2020 hohe Umsatzzahlen.
Der Bayerische Rundfunk definierte den Begriff Cocooning als „Zurückziehen in die eigenen vier Wände, den Trend hin zum Einigeln samt Home-Service“. Wem die Welt draußen zu kompliziert, stressig und uninteressant geworden sei, der ziehe sich in seinen kleinen, überschaubaren Lebenskreis zurück wie in einen Kokon. Insgesamt kanalisiere ‚Cocooning‘ viele Trendströmungen: Es stehe „für die schwindende Lust der Menschen, Neuland zu entdecken, ebenso für das Schrumpfen des eigenen Verantwortungshorizonts und für eine gewisse Gleichgültigkeit, die in der hoch individualisierten Gesellschaft um sich greift“.